# Impianti della Coppa del Mondo di rugby 2011
| Immagine | Impianto e città                        | Capacità | Incontri disputati |
| --- | --------------------------------------- | -------- | --- |
| Eden Park | Eden Park, Auckland                     | 60000    | Nuova Zelanda ‒ Tonga 41-10 (G) Australia ‒ Irlanda 6-15 (G) Nuova Zelanda ‒ Francia 37-17 (G) Figi ‒ Samoa 7-27 (G) Inghilterra ‒ Scozia 16-12 (G) Inghilterra ‒ Francia 12-19 (QF) Nuova Zelanda ‒ Argentina 33-10 (QF) Francia ‒ Galles 9-8 (SF) Nuova Zelanda ‒ Australia 20-6 (SF) Australia ‒ Galles 21-18 (F3) Francia ‒ Nuova Zelanda 7-8 (F) |
| Forsyth Barr Stadium                                                                                           | Forsyth Barr Stadium, Dunedin           | 30000    | Argentina ‒ Inghilterra 9-13 (G) Inghilterra ‒ Georgia 41-10 (G) Inghilterra ‒ Romania 67-3 (G) Irlanda ‒ Italia 36-6 (G) |
| Waikato Stadium                                                                                                | Waikato Stadium, Hamilton               | 30000    | Nuova Zelanda ‒ Giappone 83-7 (G) Samoa ‒ Galles 10-17 (G) Figi ‒ Galles 0-66 (G) |
| Rugby Park Stadium                                                                                             | Rugby Park Stadium, Invercargill        | 17000    | Romania ‒ Scozia 24-34 (G) Georgia ‒ Scozia 6-15 (G) Argentina ‒ Romania 43-8 (G) |
| McLean Park | McLean Park, Napier                     | 15000    | Canada ‒ Francia 19-46 (G) Canada ‒ Giappone 23-23 (G) |
| Trafalgar Park                                                                                                 | Trafalgar Park, Nelson                  | 18000    | Italia ‒ Russia 53-17 (G) Italia ‒ Stati Uniti 27-10 (G) Australia ‒ Russia 68-22 (G) |
| Yarrow Stadium                                                                                                 | Yarrow Stadium, New Plymouth            | 26000    | Irlanda ‒ Stati Uniti 22-10 (G) Russia ‒ Stati Uniti 6-13 (G) Namibia ‒ Galles 7-81 (G) |
| North Harbour Stadium                                                                                          | North Harbour Stadium, North Shore      | 30000    | Francia ‒ Giappone 47-21 (G) Australia ‒ Italia 32-6 (G) Namibia ‒ Sudafrica 0-87 (G) Samoa ‒ Sudafrica 5-13 (G) |
| Arena Manawatu                                                                                                 | Arena Manawatu, Palmerston North        | 15000    | Georgia ‒ Romania 25-9 (G) Argentina ‒ Georgia 25-7 (G) |
| | Rotorua International Stadium, Rotorua  | 26000    | Figi ‒ Namibia 49-25 (G) Namibia ‒ Samoa 12-49 (G) Irlanda ‒ Russia 62-12 (G) |
| Wellington Regional Stadium                                                                                    | Wellington Regional Stadium, Wellington | 40000    | Sudafrica ‒ Galles 17-16 (G) Figi ‒ Sudafrica 3-49 (G) Australia ‒ Stati Uniti 67-5 (G) Argentina ‒ Scozia 13-12 (G) Francia ‒ Tonga 14-19 (G) Nuova Zelanda ‒ Canada 79-15 (G) Irlanda ‒ Galles 10-22 (QF) Australia ‒ Sudafrica 11-9 (QF) |
| | Okara Park, Whangarei                   | 18000    | Canada ‒ Tonga 25-20 (G) Giappone ‒ Tonga 18-31 (G) |
| LEGENDA - G: fase a gironi - QF: quarti di finale - SF: semifinale - F3: finale per il terzo posto - F: finale |                                         |          | |